# Bosque de árboles Quiver

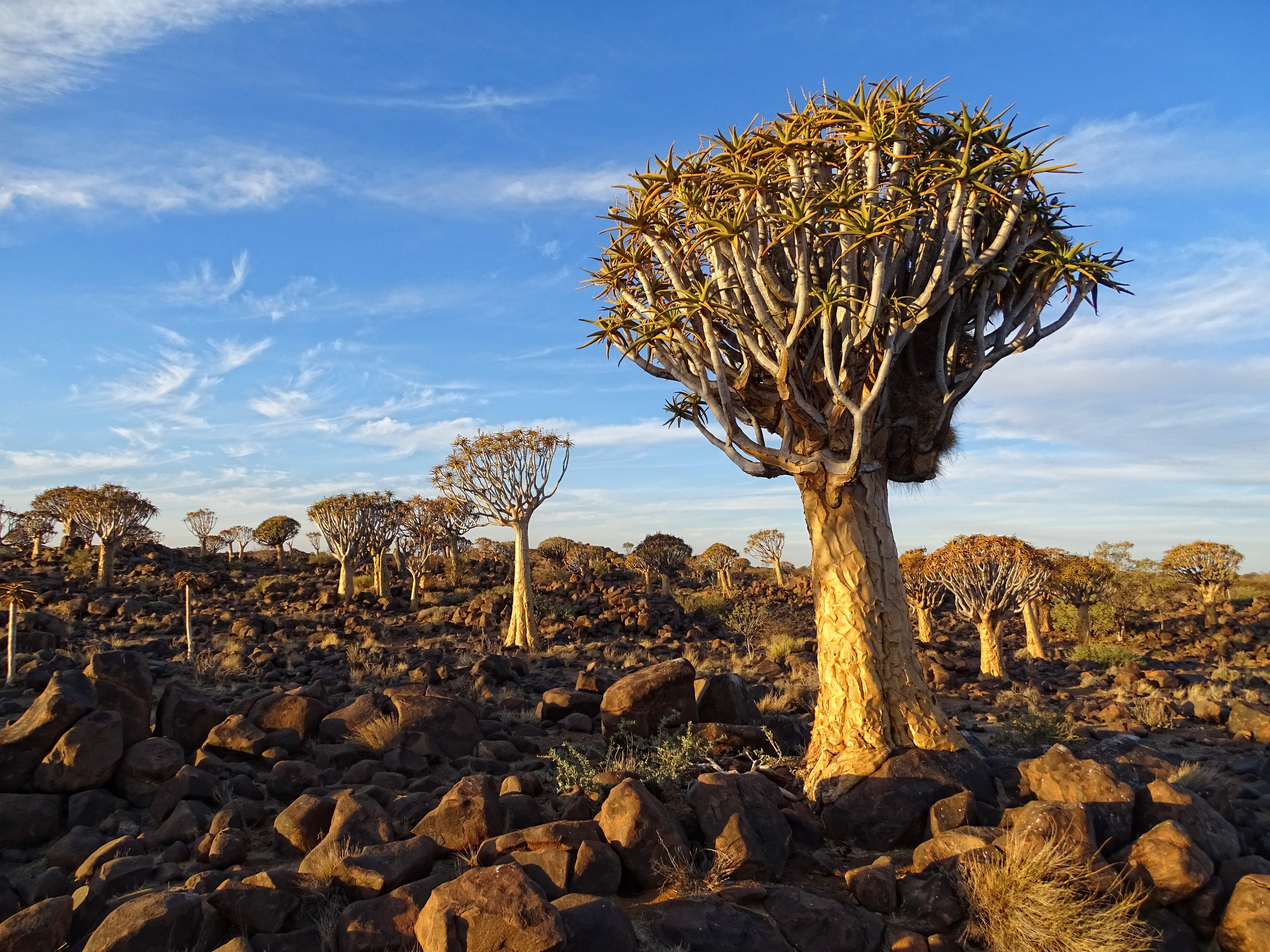
Bosque de árboles Quiver

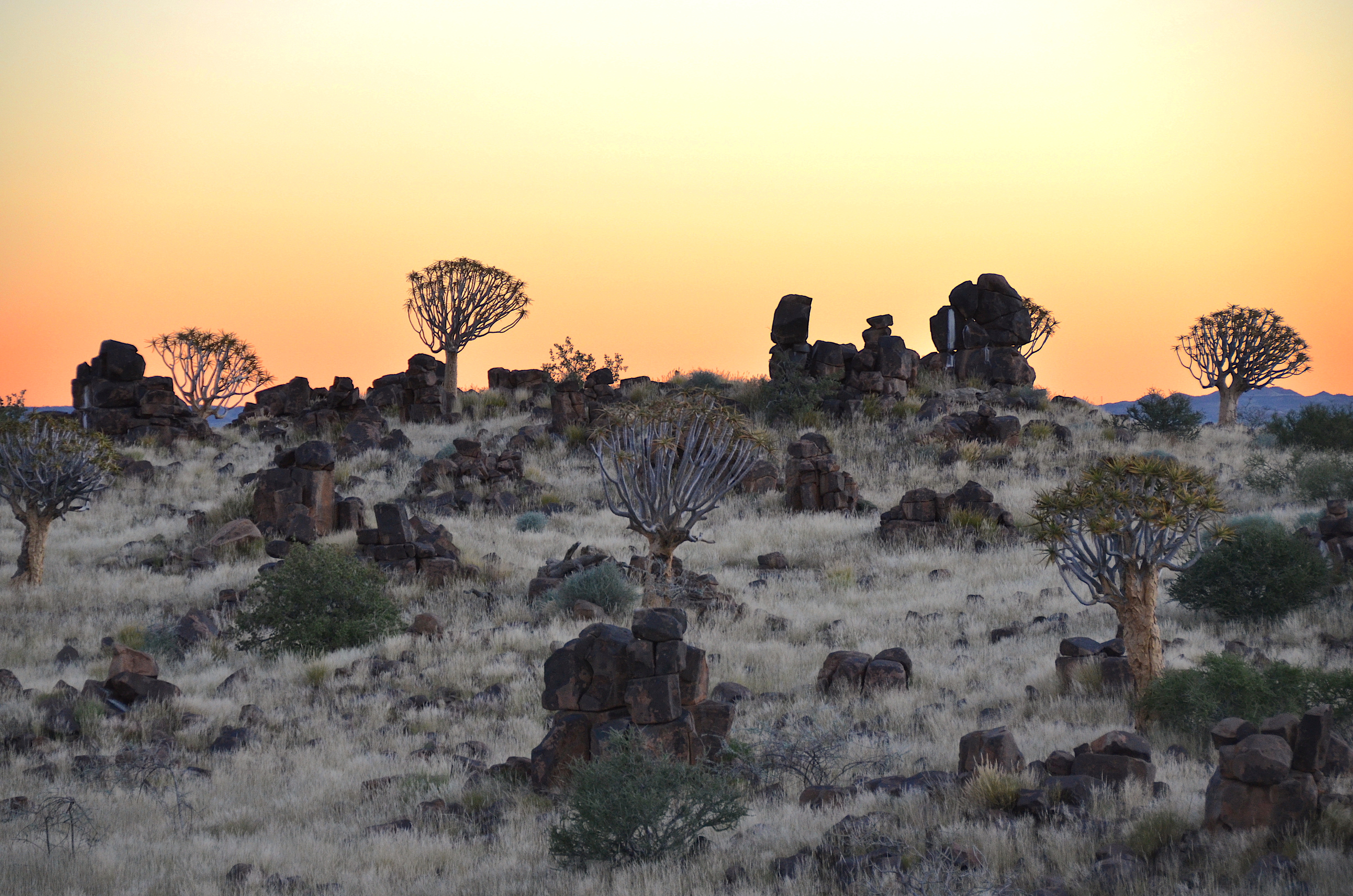
Rocas de diabasa y Aloidendron dichotomum

El Bosque de Árboles de Quiver, también conocido en  afrikáans Kokerboom Woud es un bosque y una atracción  turística del sur de Namibia. Está situado a unos 14 km al noreste de Keetmanshoop, en la carretera de Koës, en la granja Gariganus. Comprende unos 250 ejemplares de Aloidendron dichotomum, una especie que también se conoce localmente como el «árbol Quiver», en afrikáans: kokerboom, porque los  bosquimanos utilizaban tradicionalmente sus ramas para hacer carcajes. El bosque es espontáneo; los árboles de carcaj más altos tienen de dos a tres siglos de antigüedad. El bosque fue declarado monumento nacional de Namibia el 1 de junio de 1995.
El árbol de carcaj es también conocido por mirar al revés porque las "hojas" se parecen un poco a las raíces. Este árbol tiene una larga historia de creencias de que traerá buena suerte a cualquiera que adore un árbol y lo nutra. Como los diamantes son muy ricos en Namibia, la gente dice que si uno de estos árboles es desenterrado, uno obtendrá diamantes en su vida, pero como estos árboles son bendecidos nadie quiere desenterrarlos.
Cerca del bosque, hay otro sitio de interés natural  y que en sí mismo una atracción turística por su geología, el Giant's Playground, una vasta pila de grandes rocas de diabasa.

## Ecología
El «Bosque de árboles Quiver» tiene un enorme valor ecológico dentro de su paisaje nativo. Las flores de color amarillo brillante florecen de junio a julio, cuando una gran variedad de insectos, aves y mamíferos son atraídos por el abundante néctar.

### Fauna

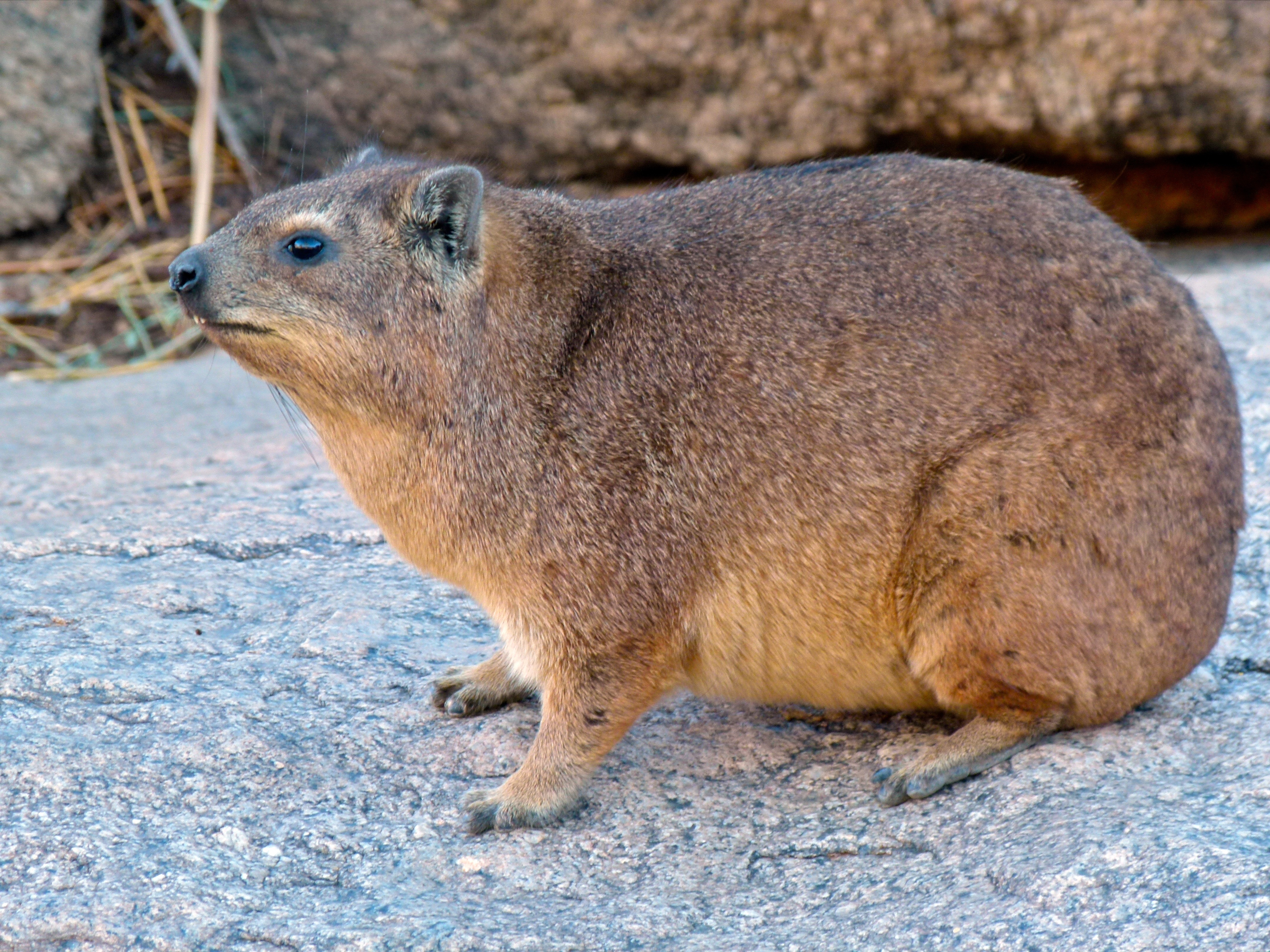
Damán de El Cabo o damán roquero

El bosque es el hogar de las  damán de las rocas, también conocido como «damán de El Cabo» o «damán roquero», que viven entre las rocas.

## Otros bosques de árboles de carcaj

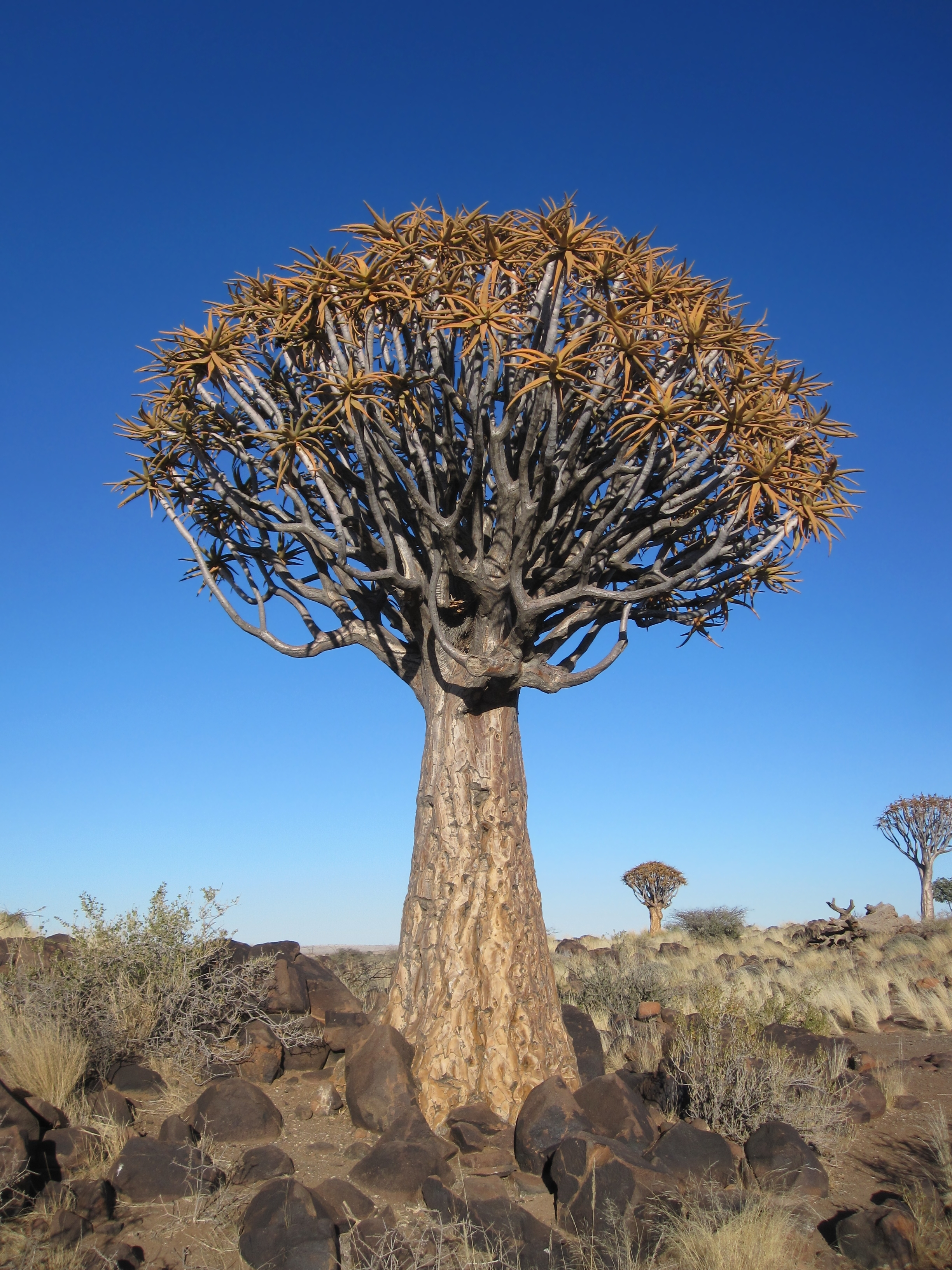
Aloe dichotoma, árbol más conocido de Sudáfrica y Namibia

Aunque el Aloidendron dichotomum es común en el sur de África, sólo hay un pequeño número de bosques de árboles Quiver propiamente dichos. Tiene ramas dentadas que están cubiertas por una fina capa blanca que le ayuda a reflejar los rayos del sol. La corteza del tronco forma una escala de colores dorados y marrones. La corona está densamente redondeada. Las hojas son verde-azuladas y nacen al final de rosetas. Las flores son amarillas brillantes. La mayoría han sido creados por el hombre; uno de ellos se encuentra en el Jardín Botánico Nacional del Desierto Karoo de  Worcester, Sudáfrica.